# Eidøya
Eidøya est une île norvégienne dans le comté de Hordaland. Elle appartient administrativement à Fitjar.

## Géographie
Rocheuse et couverte d'une légère végétation, elle s'étend sur environ 1,569 km de longueur pour une largeur approximative de 845 m. Située à l'ouest d'Eggøya, elle compte six bâtiments.